# Packera hyperborealis
Packera hyperborealis là một loài thực vật có hoa trong họ Cúc. Loài này được (Greenm.) Á.Löve & D.Löve mô tả khoa học đầu tiên.